# Antônio Nóbrega
Antonio Nóbrega OMC (Recife, 2 de maio de 1952), conhecido também como Antonio Carlos Nóbrega e de nome completo Antonio Carlos Nóbrega de Almeida, é um ator, dançarino, violinista, cantor e pesquisador das manifestações culturais populares do Brasil.
Junto com sua esposa, Rosane Almeida, coordena o Instituto Brincante, em São Paulo.

## Biografia
Filho de médico, estudou no Colégio Marista do Recife. Aos 12 anos ingressou na Escola de Belas Artes do Recife. Foi aluno do violinista catalão Luís Soler e estudou canto lírico com Arlinda Rocha.
Com sua formação clássica, começou sua carreira na Orquestra de Câmara da Paraíba em João Pessoa, onde atuou até o final dos anos 60. Na mesma época participava da Orquestra Sinfônica do Recife, onde fazia também apresentações como solista.
Como contraponto à sua formação erudita, Antonio Nóbrega participava de um conjunto de música popular com suas irmãs. "Só que a música popular que eu compunha e tocava era a das rádios e da televisão: Beatles, Jovem Guarda, a nascente MPB, Caetano Veloso, Edu Lobo".
Em 1971 Ariano Suassuna procurava um violinista para formar o Quinteto Armorial e, após ver Antônio Nóbrega tocando um concerto de Bach no violino, o convidou para participar do grupo. 
Antônio Nóbrega, que até aquela ocasião tinha pouco conhecimento da cultura popular, passou a manter contato intenso com todas suas expressões, como os brincantes de caboclinho, de cavalo-marinho e tantos outros, que passou a conhecer e pesquisar.
Nóbrega revelou-se um fenômeno, ao conseguir unir a arte popular com a sofisticação. É, literalmente, um homem dos sete instrumentos, capaz de cantar, dançar, tocar bateria, rabeca, violão etc. Realizou espetáculos memoráveis em teatros do Rio de Janeiro e de São Paulo, com destaques para Figural (1990) e Brincante (1992). 
Antônio Nóbrega mudou-se para São Paulo em 1983, com o espetáculo O maracatu misterioso.

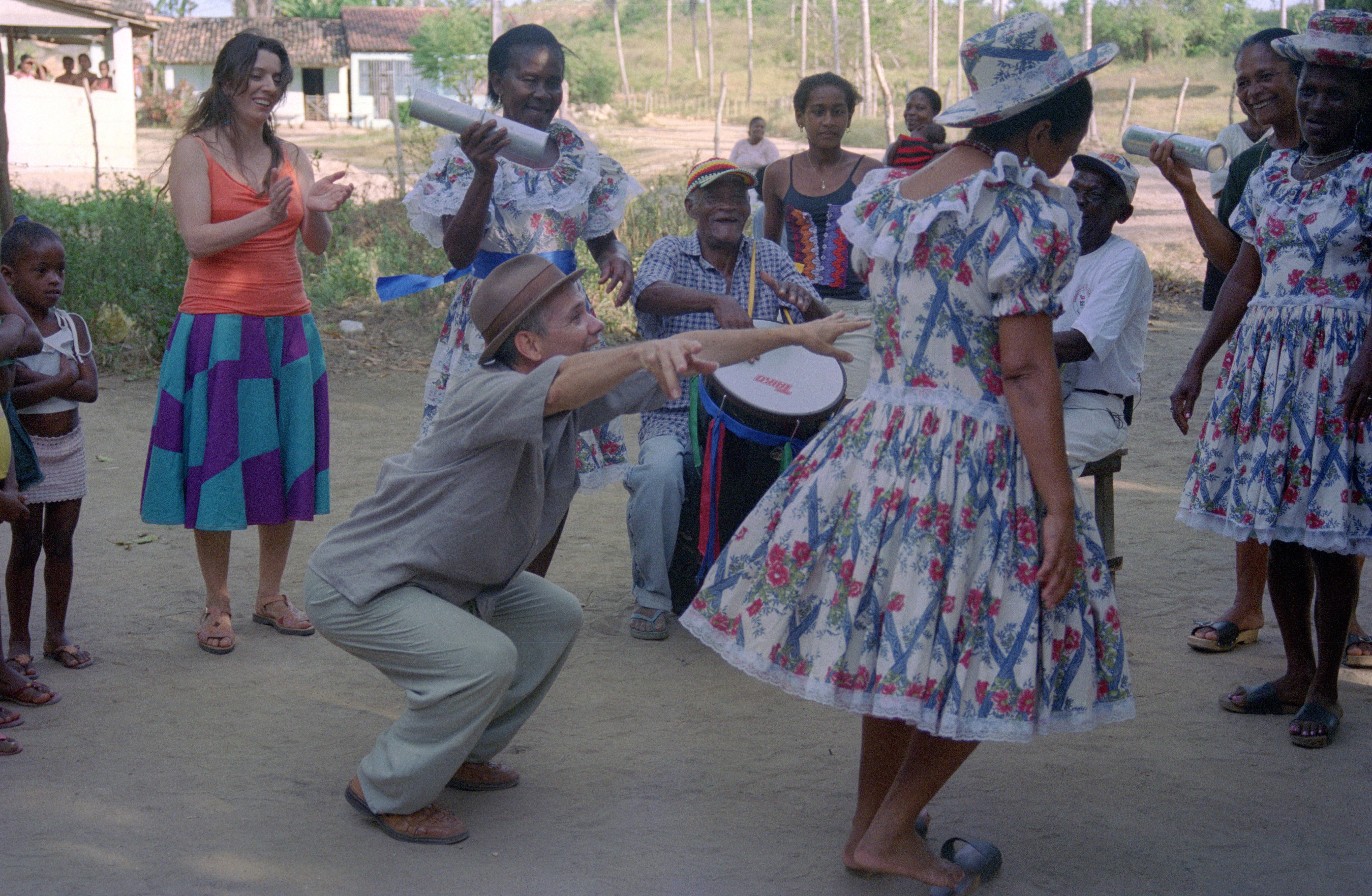
Antonio Nóbrega no samba de parelha de Dona Nadir, do Quilombo da Mussuca, em Laranjeiras, Sergipe, em gravação do programa "Danças Brasileiras", da TV Cultura, em 2004.

Terminou em 12 de novembro de 2006 a temporada paulistana do espetáculo 9 de Fevereiro, e, em seguida, iniciou a temporada carioca. Este espetáculo, cujo nome é uma alusão ao carnaval pernambucano e um trocadilho com frevo, explora várias formas de se tocar frevo: com uma orquestra de sopro, com um regional, com violino e percussão etc. Também há várias das formas de se dançar frevo: com apenas um dançarino (Nóbrega) em passos estilizados de dança moderna, com vários dançarinos em passos de frevo, com e sem sombrinha e até o público todo, em ciranda de frevo. Como não poderia faltar em um espetáculo enciclopédico sobre o frevo, há pelo menos dois momentos didáticos: em um a orquestra explica várias modalidades e costumes do frevo, e Antonio Nóbrega ensina uma pessoa da platéia a dançar frevo (fazer o passo).
Em 30 de junho de 2008, Antonio Nóbrega recebeu das mãos do político Chico Macena, em cerimônia realizada na Câmara Municipal de São Paulo, o Título de Cidadão Paulistano, em reconhecimento por toda sua obra. Instituição da cultura pernambucana, Antônio Nóbrega e também o homenageado do Carnaval do Recife 2014 (junto com o frevo, recentemente reconhecido patrimônio imaterial da humanidade, frevo do qual ele é uma figura chave).
Em 2022, por vias da comemoração de seus 50 anos de carreira, Antonio foi convidado pela Universidade Estadual de Campinas para retornar a ministrar aulas no Programa “Hilda Hilst” do Artista Residente, em um ciclo de doze encontros.

## Prêmios e condecorações
- Prêmio APCA, pelo espetáculo "O Reino do Meio-Dia" (1989)[8]
- Prêmio Shell, pelo conjunto da obra (1994)[8]
- Troféu Mambembe, pelo conjunto da obra (1996)[8]
- Prêmio APCA, pelo espetáculo "Na Pancada do Ganzá" (1996)[8]
- Prêmio Sharp, melhor música e Cd na Categoria Regional (1996)[8]
- 1 ° Prêmio Multicultural Estadão, um dos vencedores (1996)[8]
- Prêmio TIM de Música de melhor disco, na categoria "Regional", por Nove de Frevereiro (2006)[9]
- Título de Cidadão Paulistano (2006) [10]
- Prêmio APCA, pelo espetáculo "Naturalmente", na área de Dança - Categoria Pesquisa (2009)[3]

- Ordem do Mérito Cultural (2011)[11]

### Homenagens
Em 2013, o artista foi homenageado com uma exposição sobre sua vida no espaço "Ocupação" do Instituto Itaú Cultural, em São Paulo. A exposição descreveu os detalhes biográficos e a trajetória artística, apresentando fotos, documentos e entrevistas, disponíveis a posteriori em versão digital. 
Em 2023, a escola de samba Unidos do Porto da Pedra escolheu o enredo Lunário Perpétuo: A profética do saber popular para o carnaval de 2024, inspirado em espetáculo de Antônio Nóbrega e homenageando o artista.

## Discografia
Carreira solo
- Na pancada do ganzá (1996) - CD
- Madeira que cupim não rói (1997) - CD
- Pernambuco falando para o Mundo (1998) - CD
- O marco do meio-dia (2001) - CD
- Lunário perpétuo (2002) - CD e DVD
- Nove de frevereiro (2005) - CD
- Nove de Frevereiro - Vol. 2 (2006) - CD e DVD
- Rima (2019) - CD

Extras
- Brincadeiras de roda, estórias e canções de ninar (1983) - LP, depois lançado em CD

## Filmografia

### Televisão
| Ano  | Título                             | Personagem    | Nota      |
| ---- | ---------------------------------- | ------------- | --------- |
| 1990 | A História de Ana Raio e Zé Trovão | Tonheta       |           |
| 1995 | A Farsa da Boa Preguiça            | Joaquim Simão | Telefilme |

### Documentário
| Ano  | Filme               | Personagem                          | Nota |
| ---- | ------------------- | ----------------------------------- | ---- |
| 2014 | Brincante - O Filme | Ele mesmo / João Sidurino / Tonheta |      |

## Espetáculos
O artista criou e apresentou uma série de espetáculos de palco em sua carreira, mesclando elementos de dança, teatro e música. De acordo com Luís Adriano Mendes Costa, em cada espetáculo uma das artes se faz mais presente, além de criar aulas-espetáculo: 
| Ano  | Título                                               | Personagem              | Arte principal  |
| ---- | ---------------------------------------------------- | ----------------------- | --------------- |
| 1982 | Maracatu Misterioso                                  |                         | teatro          |
| 1985 | Mateus Presepeiro                                    |                         | teatro          |
| 1989 | Reino do Meio Dia - A dança das onças                |                         | dança           |
| 1990 | Figural                                              |                         | dança           |
| 1992 | Brincante                                            | Tonheta / João Sidurino | teatro          |
| 1992 | Circorama                                            |                         | teatro          |
| 1992 | Romance                                              |                         | música          |
| 1994 | Segundas Histórias                                   | Tonheta / João Sidurino | teatro          |
| 1995 | Na Pancada do Ganzá                                  |                         | música          |
| 1997 | Madeira que cupim não rói                            |                         | música          |
| 1998 | Pernambuco falando para o mundo                      |                         | música          |
| 1998 | Sol a Pino                                           |                         | aula-espetáculo |
| 1999 | Pernambouc                                           |                         | música          |
| 2000 | O Marco do Meio-Dia                                  |                         | música          |
| 2002 | Lunário Perpétuo                                     |                         | música          |
| 2006 | Nove de Frevereiro                                   |                         | música          |
| 2008 | Passo                                                |                         | dança           |
| 2009 | Naturalmente - Teoria e jogo de uma dança brasileira |                         | dança           |
| 2011 | Mátria                                               |                         | aula-espetáculo |
| 2012 | Lua                                                  |                         | música          |
| 2015 | Um recital para Ariano                               |                         | música          |